# Verenigde Staten van Stellaland
Verenigde Staten van Stellaland – republika burska istniejąca w latach 1883–1885 na terenie obecnej Republiki Południowej Afryki. Powstała z połączenia republik Stellaland i Goshen.